# フェード
フェード (fade) は、衰える、萎むといった意味の英語である。

## 映像編集
フェードは映像編集技術用語のひとつである。フェードイン（fade-in）とフェードアウト (fade-out) の2種類がある。

フェードインは「一色の状態から徐々に映像が見えている状態に移り変わること」であり、フェードアウトは「映像が見えている状態から徐々に一色に移り変わること」である。主として物語の展開の上でひと区切りつける必要がある場合に使われる。

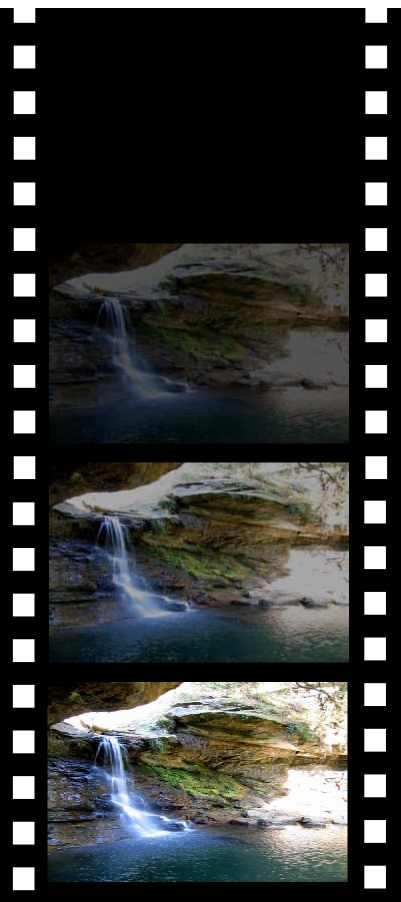
フェードイン
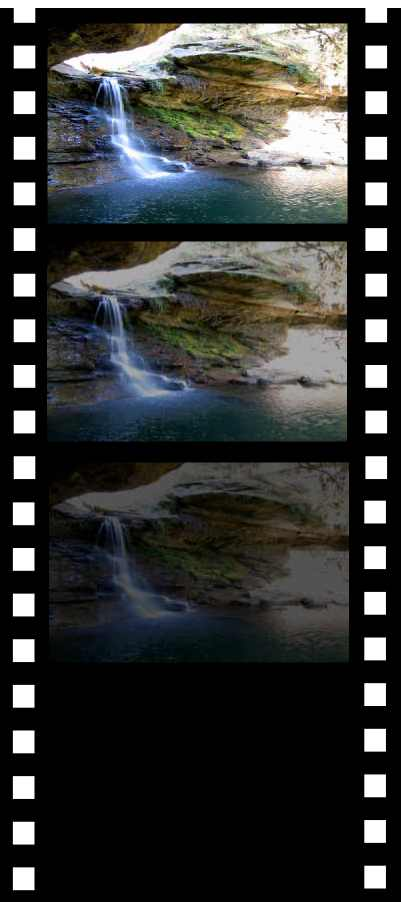
フェードアウト
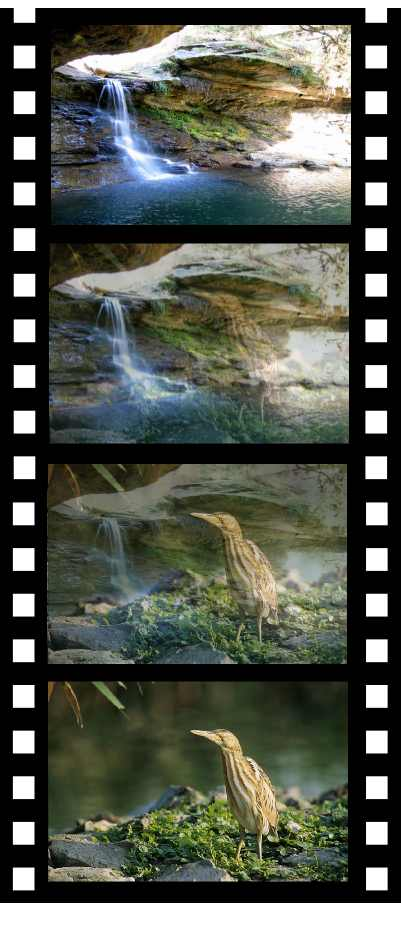
クロスフェード

## 音響
フェードは舞台音響および録音の用語でもある。次第に音が小さくなっていくのをフェードアウト、次第に大きくなってくるのをフェードインという。2つの音源A, Bがあり、Aが小さくなりながら、同時にBが大きくなるのをクロスフェードと呼ぶ。
なかでもフェードアウトは、現在、邦楽・洋楽問わず様々な楽曲で多く利用される手法である。ライブの場合、そのような楽曲は独自のアレンジで工夫して楽曲を終わらせたりする。

## 舞台照明
舞台照明では、照度が完全に消えた状態から徐々に明るくすることをフェードイン、明るい状態から徐々に照明を消して暗くすることをフェードアウトという。